# Nita Lowey
Nita Melnikoff Lowey (Nueva York, 5 de julio de 1937 - Harrison, 15 de marzo de 2025) fue una política demócrata estadounidense. Fue miembro de la Cámara de Representantes de los Estados Unidos por el estado de Nueva York desde 1989 hasta 2021.

## Biografía
Lowey se graduó del Mount Holyoke College con una licenciatura en estudios liberales. Desempeñó diversos cargos gubernamentales antes de ser elegida para la Cámara de Representantes de Estados Unidos, entre ellos, cabe destacar que colaboró en la campaña de Mario Cuomo para vicegobernador de Nueva York en 1974, y posteriormente, se desempeñó como subsecretaria de estado de Nueva York durante 13 años.
En 1988, fue elegida por primera vez como miembro de la Cámara de Representantes de los Estados Unidos, derrotando al titular republicano Joseph DioGuardi, con el 50% de los votos frente al 47% del representante.
Lowey era judía. Falleció de cáncer de mama en su casa de Harrison, Nueva York, el 15 de marzo de 2025, a la edad de 87 años.